# Manuel Afonso de Espregueira
Manuel Afonso de Espregueira CvA • OA • ComA • GOA • ComNSC (Viana do Castelo, 5 de junho de 1835 — Vila Franca, 28 de dezembro de 1917), ao tempo grafado Manoel Affonso de Espregueira e igualmente conhecido como Conselheiro Affonso Espregueira, foi um militar, engenheiro e político português, formado em engenharia militar e em engenharia civil, especialista em questões hidráulicas e em obras portuárias, que, entre muitas outras funções, foi por diversas vezes deputado, presidente da Câmara Municipal de Arcos de Valdevez, Ministro da Fazenda, presidente da Câmara dos Deputados e Par do Reino.

## Biografia

### Vida pessoal e educação
Nasceu em Viana do Castelo, em 5 de Junho de 1835, filho de Teresa Carolina Afonso e de seu marido, Mateus António dos Santos Barbosa, oficial do Exército Português. Faleceu na sua habitação em Vila Franca, no Concelho de Viana do Castelo, em 28 de Dezembro de 1917, contando 82 anos de idade.
Estudou na Escola de Pontes e Calçadas de Paris, onde se revelou um dos alunos com melhores classificações, tendo sido colega de Marie François Sadi Carnot, futuro presidente da República Francesa.

### Carreira militar
Destinado a seguir a carreira paterna, assentou praça em Infantaria em 1850. Como aluno militar, formou-se bacharel em Matemática pela Universidade de Coimbra, onde se matriculou a 15 de Outubro de 1849. Ingressou de seguida na Escola do Exército, onde concluiu os cursos de Infantaria e de Estado-Maior. Em 1856, foi promovido a Alferes, tendo atingido os postos de General de Brigada, em 1899, e de General de divisão de reserva em 1901; reformou-se em 14 de Julho de 1902 por ter atingido o limite de idade, embora há cerca de 14 anos que se tinha ausentado do serviço activo, por pertencer ao quadro dos engenheiros de Obras públicas.

### Carreira profissional e política
Terminados esses cursos, resolveu especializar-se em engenharia militar, derivando pouco depois para o serviço de obras públicas onde foi progressivamente assumindo funções que hoje cairiam no contexto da denominada engenharia civil, particularmente nas especialidades de engenharia hidráulica e de ferroviária.
No âmbito do serviço de obras públicas, o primeiro cargo de destaque que exerceu foi o de chefe da secção encarregada das obras da barra do porto de Viana de Castelo, lugar no qual se houve com distinção.
Confirmada a sua propensão para a engenharia, obteve licença para partir para Paris, cidade onde se matriculou na École Imperiale des Ponts et Chaussées. Naquela prestigiada escola foi um aluno brilhante, colega, entre outros, de Sadi Carnot, que mais tarde viria a ser Presidente da República Francesa.
Terminado o curso de engenharia em Paris, regressou a Portugal e foi encarregado da coordenação do projecto de construção do porto artificial de Leixões e da melhoria da navegabilidade da barra do Rio Douro e da acessibilidade por mar às ribeiras do Porto e Vila Nova de Gaia. Acompanhou os estudos destinados ao reforço e prolongamento do molhe artificial do porto de Ponta Delgada, nos Açores, à época considerado a mais complexa obra portuária sob jurisdição portuguesa.
Tendo ganho reputação de excelente engenheiro, foi seguidamente nomeado director das obras de regularização do curso do Rio Mondego e de melhoria da barra da Figueira da Foz, ascendendo a director da 1.ª Divisão de Hidráulica do Reino, ficando então a superintender as estruturas dos portos e barras ao norte do Mondego (com a excepção de Aveiro). Exerceu também as funções de inspector-geral da Junta Consultiva de Obras Públicas, e colaborador da Gazeta dos Caminhos de Ferro de Portugal e Hespanha.

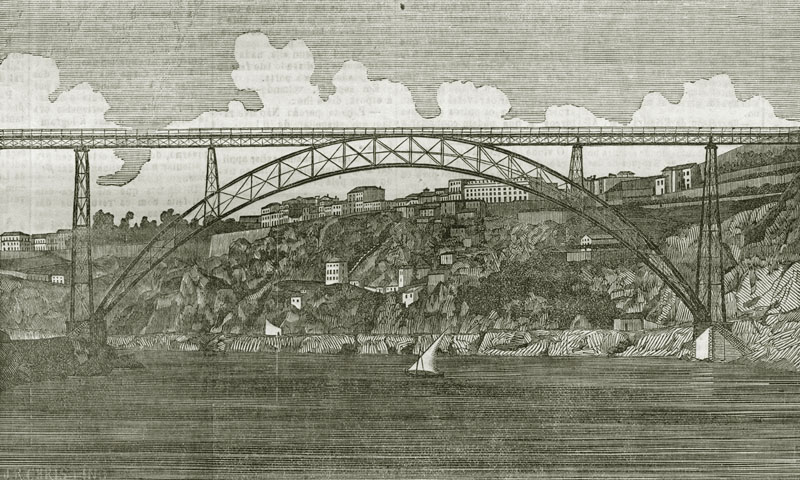
Ponte de D. Maria Pia, em 1877.

Paralelamente, foi engenheiro, e, desde 17 de Abril de 1872, director e presidente do conselho de administração na Companhia Real dos Caminhos de Ferro Portugueses, indicado pelos accionistas franceses que representava, nos períodos de 1872 a 1885 e de 1890 a 1894. Nestas funções, dedicou particular atenção ao problema da construção de uma ponte ferroviária sobre o Rio Douro que permitisse a entrada da linha férrea do Norte na cidade do Porto, e formou uma companhia para a futura construção da Linha do Vale do Lima. Esta relação com a Companhia Real dos Caminhos de Ferro Portugueses manter-se-ia durante o resto da sua vida como engenheiro consultor, dando origem às acusações de conflito de interesses que determinariam a sua saída da vida política activa. Foi também membro do conselho fiscal do Banco Lisboa & Açores de 1903 a 1907.
Embora tendo seguido uma percurso profissional diversificado, desde finais da década de 1880 quase todo desenvolvido no âmbito do quadro dos engenheiros de obras públicas e dos caminhos-de-ferro, manteve-se como militar, ainda que afastado do serviço activo, prosseguindo uma carreira que o levou a atingir o posto de general-de-divisão da arma de engenharia em 1901, reformando-se no ano seguinte por atingir o limite de idade legalmente fixado.
Para além da sua actividade profissional, o Eng.º Manuel Afonso de Espregueira manteve uma importante participação na vida política portuguesa como militante destacado do Partido Histórico e depois do Partido Progressista, criando e mantendo uma grande influência política e eleitoral no círculo de Viana do Castelo.
Foi eleito deputado pela primeira vez nas listas do Partido Progressista pelo círculo uninominal de Viana do Castelo nas eleições gerais de 1869, prestando juramento na Câmara dos Deputados a 3 de Maio daquele ano. Foi reeleito em 1870, pelo mesmo círculo, prestando juramento a 8 de Abril, não se apresentando a sufrágio na eleição seguinte, já que então estudava em Paris. Nesta sua primeira passagem pelo parlamento teve uma participação discreta, não protagonizando intervenções de relevo.
Terminada a sua formação técnica, e já afirmado como um reputado engenheiro e especialista em obras hidráulicas e portuárias, regressou à Câmara dos Deputados em 1887, sendo eleito pelo círculo plurinominal de Viana do Castelo, círculo por onde seria eleito em todas as eleições gerais até 1904, com excepção das realizadas em 1895, que foram boicotadas pelo Partido Progressista, o que inviabilizou a eleição, e em 1897, legislatura em que foi eleito pelo círculo uninominal de Arcos de Valdevez. Na Câmara dos Deputados passou então a exercer uma presença de grande relevo, sendo eleito para as funções de vice-presidente, em 1895, e presidente, em 1890 e em 1897.
Ao longo deste período cultivou uma política de proximidade em relação à Província do Minho, aumentando a sua influência local ao assumir as funções de vice-presidente (1888) e depois de presidente (1890 e 1898) da Câmara Municipal de Arcos de Valdevez.
Na sua acção parlamentar dedicou-se às questões de obras públicas e de fomento e a matérias de natureza financeira, sendo um dos defensores da necessidade de equilibrar as contas públicas. Este pendor pelas questões financeiras acentuou-se a partir de 1896, ano em que publicou um extenso memorando sobre a despesa pública e administração financeira do Estado, no qual defende a necessidade de reduzir o dispêndio de dinheiros públicos e de melhorar a eficácia da máquina fiscal, condenando opção dos governos de recorrer ao crédito como forma de saldar os défices orçamentais e mostrando a necessidade impreterível de conter e diminuir, o mais possível, a despesa pública. Em matéria de obras públicas, particularmente nas discussões sobre obras portuárias e sobre caminhos-de-ferro, revelou-se um adversário imbatível pelos seus conhecimentos e experiência. Ficaram célebres as discussões sobre a proposta da empresa do engenheiro Pierre Hildernet Hersent para o Porto de Lisboa e sobre o contrato que levou à Concessão Williams para as linhas de caminho-de-ferro nas colónias portuguesas de África.
Em consequência destas posições, a 18 de Agosto de 1898 assumiu a pasta de Ministro dos Negócios da Fazenda, no ministério progressista presidido por José Luciano de Castro. Manteve-se naquele cargo até 25 de Junho de 1900, ganhando a reputação de bom administrador (chamaram-lhe la bonne ménagere por ter limpo as Finanças) e conseguindo melhorar a articulação entre a Fazenda e o Tesouro. Em Setembro de 1902, foi nomeado como membro de uma comissão para estudar se podiam ser colocadas vias férreas sobre o leito das estradas.
A 20 de Outubro de 1904, voltou a integrar o novo gabinete ministerial liderado por José Luciano de Castro, na pasta dos Negócios da Fazenda, na qual se manteve até 27 de Dezembro de 1905, abandonando o executivo na remodelação governamental que se seguiu à dissidência de José Alpoim. Espregueira teve um papel central na polémica que rodeou este executivo, e que esteve na origem da sua queda, ao aceitar duas propostas distintas para arrematação do monopólio dos tabacos entregues pelo mesmo concorrente, Henry Burnay, num incidente que ficou conhecido pela manigância dos envelopes e que despoletaria o escândalo da questão dos tabacos. Em resultado da manigância, o grupo liderado por Henry Burnay ganha o contrato em detrimento da Companhia dos Fósforos, mas o governo não sobrevive à polémica parlamentar e às dissidências que se seguem.
Na grande dissidência que se seguiu, Espregueira esteve conivente com os dissidentes liderados por José de Alpoim, mas não assumiu a ruptura com Luciano de Castro.
Por Carta Régia de 4 de Abril de 1905 foi elevado a Par do Reino, tomando posse na Câmara dos Pares a 15 de Abril daquele ano.
Já Par do Reino, voltou a ser empossado como Ministro dos Negócios da Fazenda, pela última vez, a 4 de Fevereiro de 1908 no executivo extrapartidário, o Governo da Acalmação presidido por Francisco Joaquim Ferreira do Amaral que tomou posse após o regicídio que ceifou a vida a D. Carlos I de Portugal. Quando aquele executivo caiu a 25 de Dezembro de 1908, conseguiu permanecer no cargo, exercendo-o, sob a presidência de Artur Alberto de Campos Henriques, até 11 de Abril de 1909.
Neste mandato esteve envolvido numa dura polémica parlamentar, sofrendo violentos ataques pela voz de vários deputados da oposição, que o acusavam de conflitos vários de interesses na gestão das finanças públicas. Muito atacados foram um empréstimo que contraiu em Paris dando como garantia os rendimentos do monopólio dos fósforos e o proteccionismo que aparentou em relação ao Banco Lisboa & Açores, ao qual estivera ligado. O ataque mais feroz foi desferido pelo então jovem deputado José Caeiro da Mata, do Partido Regenerador, que o acusou de burla e o apodou de criminoso por causa de um empréstimo à Companhia Real dos Caminhos-de-Ferro Portugueses, empresa da qual fora director geral e onde se mantinha como engenheiro consultor. A questão acabou num duelo à pistola travado em Monsanto, de que ambos os contendores saíram ilesos.
Terminado o mandato, não regressou ao exercício de cargos governativos. Após a implantação da República Portuguesa a 5 de Outubro de 1910 manteve as suas convicções pró-monárquicas, opondo-se publicamente ao novo regime. Em resultado dessas posições, foi pronunciado em 21 de Dezembro de 1910 e demitido do cargo de general-de-brigada reformado do Exército Português por decreto de 21 de Maio de 1911. Exilou-se então em França e Bélgica, só regressando a Portugal em 1917, poucos meses antes do seu falecimento.

### Homenagens

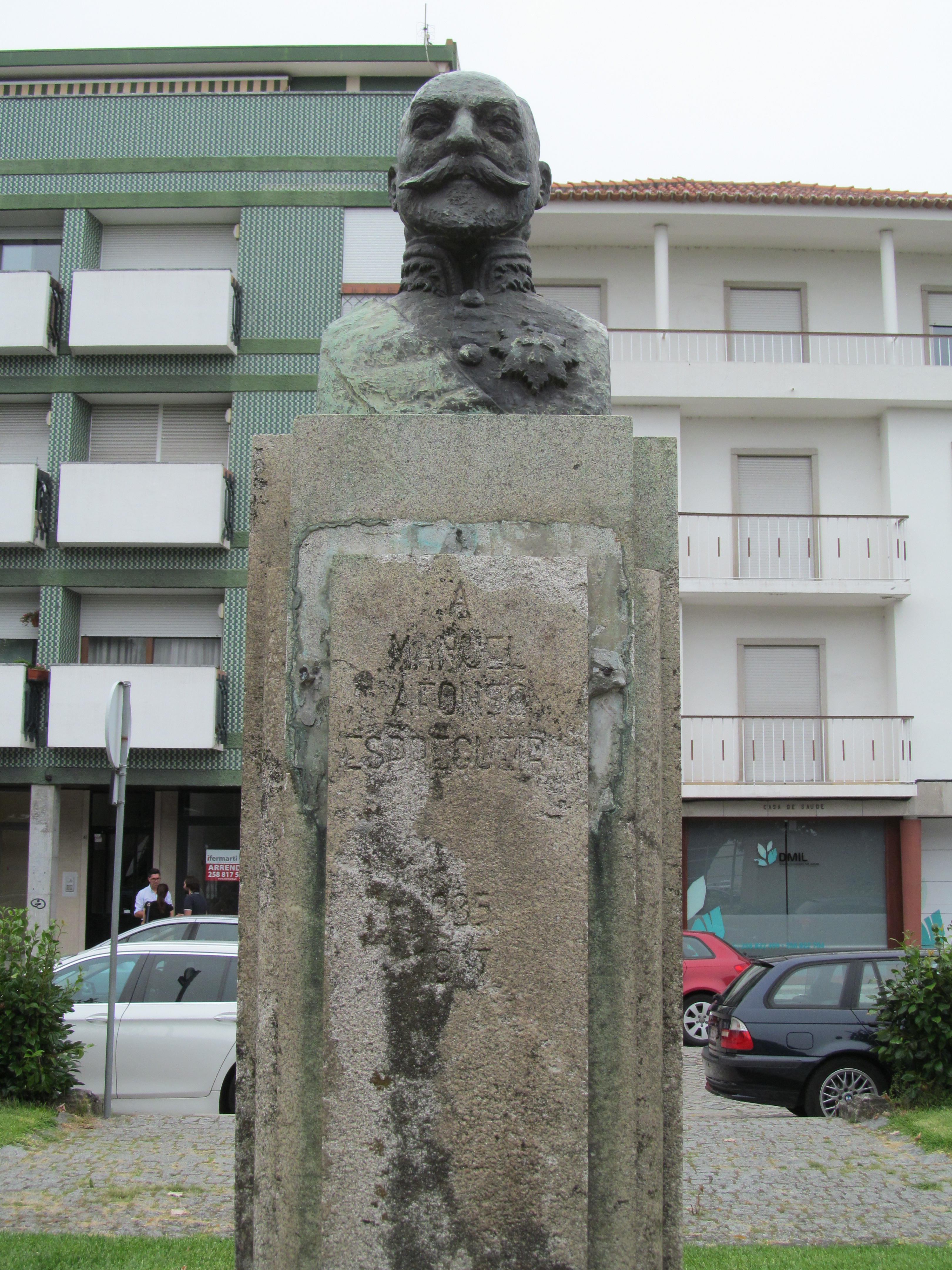
Busto de Manuel Afonso de Espregueira, em Viana do Castelo.

Ao longo da sua carreira foi feito Cavaleiro, Oficial, Comendador e Grande-Oficial da Real Ordem Militar de São Bento de Avis, Comendador da Real Ordem Militar de Nossa Senhora da Conceição de Vila Viçosa, Oficial da Ordem Nacional da Legião de Honra de França, Oficial da Imperial Ordem da Rosa do Brasil, Grã-Cruz da Ordem da Águia Vermelha da Prússia e da Alemanha, da Ordem do Dannebrog da Dinamarca, Grã-Cruz da Ordem do Mérito Militar e Senhor Comendador da Real e Distinguida Ordem Espanhola de Carlos III, ambos de Espanha.

## Obras publicadas
Publicou diversos trabalhos e memorandos sobre as obras que dirigiu e sobre a sua intervenção política e parlamentar. Entre as obras publicadas, destacam-se as seguintes: 
- Missão de Estudo ao Porto de Antuérpia (1886)[1]
- A interpelação sobre as obras do porto de Lisboa (discurso na Câmara dos Deputados, em 2 e 4 de Maio de 1888)[1]
- Memória Descritiva do Projecto de um Porto de Abrigo em Leixões (1874)[1]
- Memória sobre as Obras Executadas nos Campos do Mondego, desde 1 de Julho de 1866 até 31 de Outubro de 1870 (1871)[1]
- Projecto do Caminho de Ferro de Mossamedes (1890)
- As Despesas Públicas e a Administração Financeira do Estado (1896)
- Relatório dirigido a Sua Ex.ª o Ministro das Obras Públicas e legislação relativa ao rio Mondego, valas e campos de Coimbra (1869)[1]
- 'Relatório sobre a administração do porto artificial de Ponta Delgada (1871)[1]
- Projecto para conclusão do porto artificial de Ponta Delgada (1872)[1]
- A Questão Leixões-Salamanca, (discurso na Câmara dos Deputados, em 18 de Julho de 1889)[1]
- Projecto do Caminho de Ferro de Mossamedes (discurso na Câmara dos Deputados, em 1890)[1]
- Relatório, propostas de lei e documentos apresentados na Câmara dos Deputados. (1890 - 1905)[1]